# Max Beckmann
Max Beckmann (født 12. februar 1884 i Leipzig i Sachsen i Tyskland, død 27. december 1950 i New York i USA), var en tysk maler.
Beckmann var medlem i Berliner Secession i nogle år og var efter dennes splittelse en af grundlæggerne af Freie Secession.
Under første verdenskrig arbejdede Max Beckmann som feltlæge, men blev hjemsendt efter et nervøst sammenbrud. Han var professor ved Städelschule i Frankfurt am Main, men blev afskediget af det nazistiske regime. Beckmanns malerier blev anset som uønskede af regimet og blev vist på udstillingen Entartete Kunst  i 1937. Samme år slog han sig ned i Amsterdam, for senere i  1947 at flytte til USA.
Det er ikke let at placere Beckmann inden for nogen speciel retning. Hans tidlige malerier holder sig i en af Lovis Corinth influeret stil, men hans krigsoplevelser forandrede ham voldsomt, og hans værker, med motiver fra hverdagen, gik igennem en periode af expressionistiske forvrængninger og realisme i tråd med idealerne i retningen neue Sachlichkeit. Beckmann efterlod sin en lang række af selvportrætter. Som grafiker arbejdede han i en stil, der minder om Edvard Munchs.

## Galleri
- Elskovsparret, 1912
- Nudo sdraiato, 1929
- Skyen
- Dame med hat, 1941

## Eksterne links
- Wikimedia Commons har flere filer relateret til Max Beckmann
- Max Beckmann Archive
- Max Beckmanns værker på Museum of Modern Art